# August Friedrich Barkow

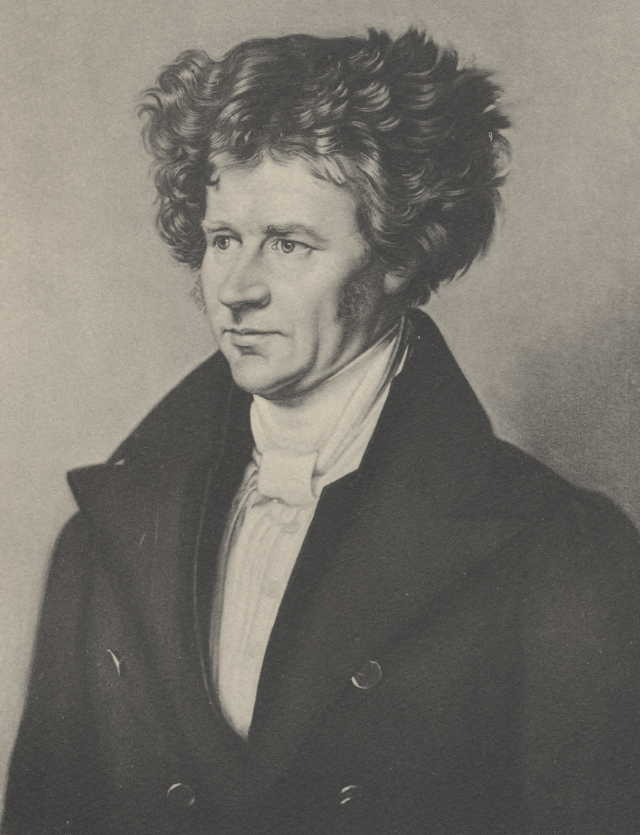
August Friedrich Barkow (1831)

August Friedrich Barkow (* 28. Januar 1791 in Trent auf Rügen; † 4. März 1861 in Greifswald) war ein deutscher Rechtswissenschaftler in Greifswald.

## Leben
August Friedrich Barkow war ein Sohn des Predigers Christian Joachim Friedrich Barkow (1755–1836) und Bruder von Hans Karl Barkow. Er studierte ab 1807 an der Universität Greifswald, der Georg-August-Universität Göttingen und der neuen Kgl. Universität zu Berlin Rechtswissenschaft. Er war Mitglied des Corps Pomerania Göttingen (1810) und des Corps Pomerania Greifswald (1815). Von 1813 bis 1816 war er Erzieher des späteren preußischen Ministerpräsidenten Adolf Heinrich von Arnim-Boitzenburg. Bald nach seiner Promotion zum Dr. iur. im Jahr 1817 wurde er in Berlin Privatdozent. Seit 1819 an der Universität Greifswald Extraordinarius für Strafrecht, Strafprozessrecht und Römisches Recht, wurde er 1827 als ordentlicher Professor berufen. In den Jahren 1833, 1835 und 1849 war er Rektor der Hochschule. 1838 wurde er zum Geheimen Justizrat, 1839 zum Konsistorialrat und zum Mitglied des Greifswalder Konsistoriums ernannt. Er heiratete 1819 Christine Caroline Leopoldine Homeyer, Tochter des Wolgaster Kaufmanns Johann Friedrich Homeyer und Schwester des Germanisten Carl Gustav Homeyer.

## Schriften
- Lex Romana Burgundionum. Ex iure Romano et Germanico illustr. etc. 1826.
- De Davide Mevio narratio, Einladungsprogramm zur 4. Säkularfeier der Universität Greifswald, 1856.
- Grundriß zu Vorlesungen über das neueste röm. Erbrecht, anonym, Greifswald 1824.